# Schweizer Meisterschaften im Biathlon 2008
Die Schweizer Meisterschaften im Biathlon 2008 fanden am 28. und 29. März 2008 in Realp statt. Sowohl für Männer als auch für Frauen wurden Wettkämpfe im Sprint und in der Verfolgung ausgetragen. Bei den Frauen wurde offiziell kein Titel vergeben, weil zu wenig Athletinnen an den Start gingen.

## Männer

### Sprint 10 km
| Platz | Starter            | Verein                     | Zeit    | Schießfehler |
| ----- | ------------------ | -------------------------- | ------- | ------------ |
| 1     | Simon Hallenbarter | SC Obergoms-Grimsel        | 24:50,2 | 0+2          |
| 2     | Matthias Simmen    | SC Gardes-Frontière        | 26:15,0 | 2+2          |
| 3     | Thomas Frei        | SC Davos                   | 26:19,0 | 2+3          |
| 4     | Jürg Kunz          | SC am Bachtel              | 26:50,0 | 0+3          |
| 5     | Christian Stebler  | SC Bannalp-Wolfenschiessen | 26:55,7 | 2+4          |
| 6     | Florian Rüegg      | SC am Bachtel              | 27:15,6 | 0+4          |
| 7     | Ivan Joller        | SC Bannalp-Wolfenschiessen | 27:19,4 | 4+2          |
| 8     | Remo Fischer       | SC Arve-Mols               | 28:06,2 | 3+4          |
| 9     | Georg Niederberger | SC Dallenwil               | 30:09,1 | 2+2          |

Datum: 28. März 2008
Bei den Junioren siegte Benjamin Weger (SC Obergoms-Grimsel) vor Mario Dolder (SSC Riehen/LG Lausen) und Samuel Vontobel (SC am Bachtel).

### Verfolgung 12,5 km
| Platz | Starter            | Verein                     | Zeit    | Schießfehler |
| ----- | ------------------ | -------------------------- | ------- | ------------ |
| 1     | Simon Hallenbarter | SC Obergoms-Grimsel        | 34:48,3 | 0+1+0+2      |
| 2     | Matthias Simmen    | SC Gardes-Frontière        | 35:46,0 | 2+1+3+2      |
| 3     | Ivan Joller        | SC Bannalp-Wolfenschiessen | 35:21,4 | 0+0+2+3      |
| 4     | Thomas Frei        | SC Davos                   | 36:43,4 | 3+2+2+2      |
| 5     | Jürg Kunz          | SC am Bachtel              | 38:07,4 | 3+0+1+3      |
| 6     | Florian Rüegg      | SC am Bachtel              | 42:46,1 | 5+4+3+1      |

Datum: 29. März 2008
Bei den Junioren siegte Benjamin Weger (SC Obergoms-Grimsel) vor Mario Dolder (SSC Riehen/LG Lausen) und Kevin Russi (SC Gotthard Andermatt).

## Frauen

### Sprint 7,5 km
| Platz | Starter         | Verein              | Zeit    | Schießfehler |
| ----- | --------------- | ------------------- | ------- | ------------ |
| 1     | Selina Gasparin | SC Gardes-Frontière | 18:52,1 | 1+1          |

Datum: 28. März 2008
Nicht am Start waren Anna-Lena Fankhauser (SC am Bachtel) und Caroline Kilchenmann (SC Hochmatt im Fang).
Bei den Juniorinnen siegte Elisa Gasparin (SC Bernina Pontresina) vor Stephanie Schnydrig (SC Obergoms-Grimsel) und Monika Niederberger (SC Dallenwil).

### Verfolgung 10 km
| Platz | Starter         | Verein              | Zeit    | Schießfehler |
| ----- | --------------- | ------------------- | ------- | ------------ |
| 1     | Selina Gasparin | SC Gardes-Frontière | 36:43,4 | 1+0+2+3      |

Datum: 29. März 2008
Bei den Juniorinnen siegte Stephanie Schnydrig (SC Obergoms-Grimsel) vor Elisa Gasparin (SC Bernina Pontresina) und Monika Niederberger (SC Dallenwil).